# Crocodilo-de-água-salgada
O crocodilo-marinho, crocodilo-de-água-salgada ou crocodilo-poroso (Crocodylus porosus) é a maior espécie da classe reptilia existente na atualidade. A sua distribuição estende-se pelos Oceanos Índico e Pacífico, desde a costa leste da Índia, de Bangladesh (manguezais do Delta do Ganges), Myanmar e Tailândia às Ilhas Andaman e Nicobar e a maior parte das ilhas da Indonésia, da costa do Vietname às Ilhas Salomão e Filipinas, sendo mais comum no Norte da Austrália e Nova Guiné (como mostra o mapa mais abaixo). Este crocodilo habita rios e estuários, mas, como o nome indica, pode também ser encontrado em zonas costeiras de mar aberto.
Os crocodilos-marinhos apresentam um forte dimorfismo sexual. Os machos podem medir entre 3,5 e 5 metros de comprimento,com os maiores chegando a 6 metros e até 1200 kg, enquanto as fêmeas raramente crescem além dos 2,1 a 3 metros. A cabeça é relativamente grande em relação ao corpo e apresenta duas cristas em torno dos olhos. Enquanto juvenis, os crocodilos-de-água-salgada são amarelados com riscas e/ou pintas escuras, tornando-se uniformemente escuros em adultos. A barriga é mais clara e de cor branca ou amarelada. As maxilas têm entre 64 a 68 dentes aguçados, são movidas por músculos poderosos e podem esmagar numa única dentada o crânio de um bovídeo adulto. A mordida é a mais forte de todos os animais, podendo gerar a pressão de 1,6 toneladas.
Vive nos mares e quase nunca vai para o solo. Mas há uma pequena chance de ser encontrado à beira dos rios.

## Hábitos Alimentares
O crocodilo-de-água-salgada é um animal exclusivamente carnívoro. Enquanto jovem alimenta-se de insetos, algumas espécies de crustáceos, anfíbios e pequenos peixes, passando os adultos para presas de maior porte como tartarugas, búfalos, macacos e outros animais que consegue apanhar. As presas são normalmente caçadas quando se deslocam para beber dos rios e são mortas com uma única dentada. Após a morte, o crocodilo normalmente consome a carcaça no fundo do rio.

## Reprodução

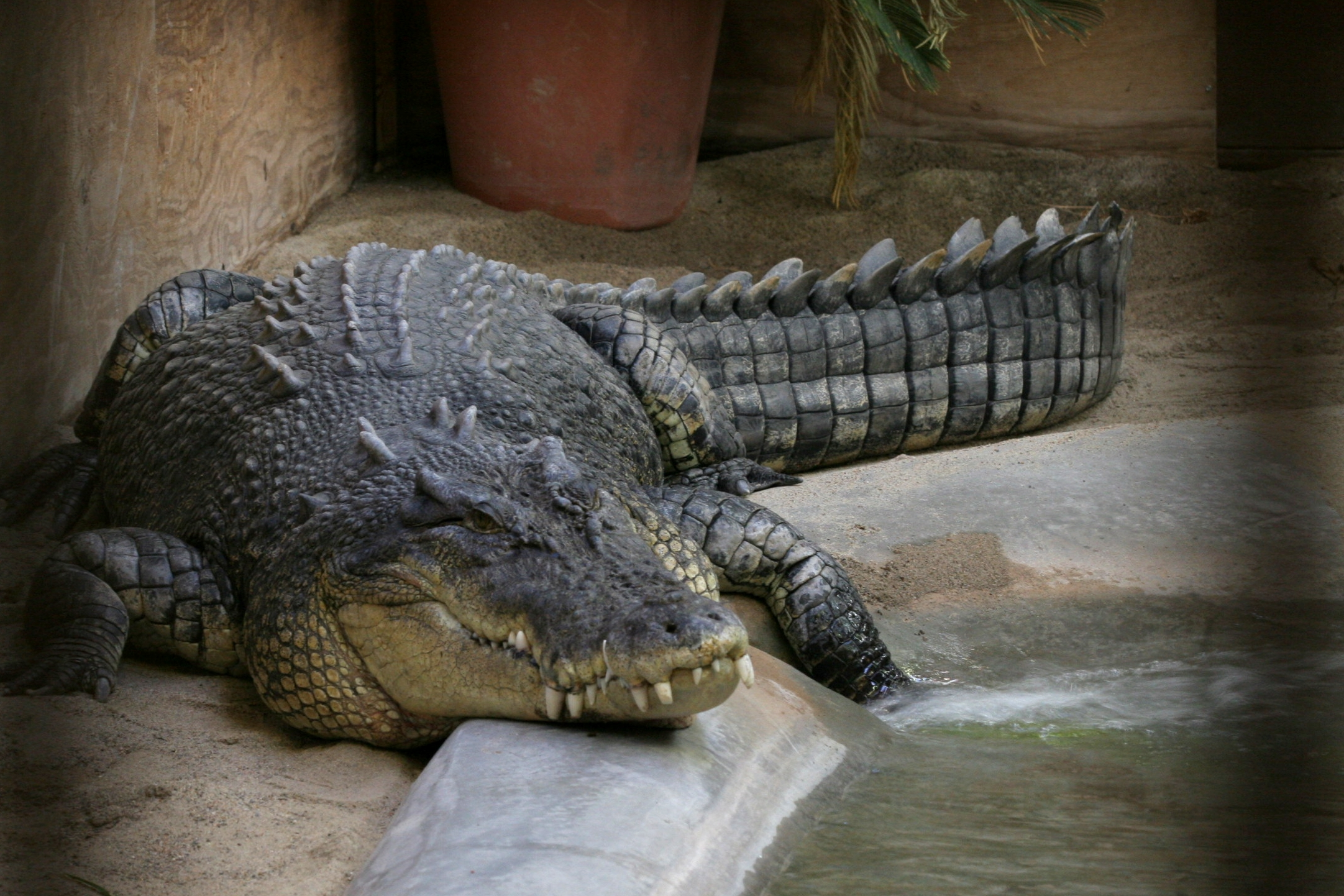
Um crocodilo em um zoológico.

O crocodilo-de-água-salgada reproduz-se durante a estação húmida, que decorre entre Março e Novembro, em zonas de água salgada. Nesta época, os machos adquirem um território que defendem de intrusos e procuram atrair as fêmeas com a emissão de sons. As posturas são feitas em ninhos construídos em terra com lama e ramos onde são enterrados 40 a 60 ovos que levam cerca de 90 dias a incubar. A determinação do sexo dos pequenos crocodilos é feita através da temperatura dos ovos durante os primeiros dias após a postura: os machos são produzidos se a temperatura estiver em torno dos 31 °C; se as condições forem mais variáveis, as crias serão fêmeas. A mãe permanece junto do ninho durante todo o período, apesar de não ter parte ativa na incubação, e desenterra os ovos assim que ouve o chamamento das crias. Ela então desloca os filhos do ninho para a água à medida que vão nascendo e toma conta deles apenas até começarem a nadar sozinhos. A maior parte das crias morre durante os primeiros meses como presa de outros animais, mas, à medida que vão crescendo de tamanho, a probabilidade de sobrevivência aumenta. Os machos adultos toleram a presença de juvenis nos seus territórios, às vezes até os caçam, mas assim que os jovens crocodilos crescem para além de um dado número são expulsos do rio. Os machos adolescentes então deslocam-se para zonas de água salgada e percorrem as costas até encontrarem um rio que possam marcar como seu território. A maturidade sexual é atingida entre os 10 a 12 anos para o sexo feminino e os 16 anos para o masculino.
O couro do crocodilo-de-água-salgada é considerado valioso e há quintas onde estes animais são criados para a sua extração.
O crocodilo-de-água-salgada não corre perigo de extinção à escala global, porém algumas populações estão seriamente ameaçadas. A espécie foi considerada extinta na Índia, mas um programa de reintrodução foi bem sucedido. No Sri Lanka e Tailândia a destruição de habitats provocou o desaparecimento destes crocodilos e em Myanmar a espécie só existe em cativeiro. A Austrália e a Papua-Nova Guiné são o habitat das populações mais estáveis, graças a programas integrados de conservação.